# Kapitalertragsteuer
Die Kapitalertragsteuer (abgekürzt KESt, KapESt, KapErtSt oder auch KapSt) ist eine Erhebungsform der Einkommensteuer und der Körperschaftsteuer.  Als Quellensteuer wird sie von der die Kapitalerträge auszahlenden Zahlstelle (z. B. eine Bank, eine Versicherung oder eine Kapitalgesellschaft) für Rechnung des Gläubigers der Kapitalerträge einbehalten und an das Finanzamt abgeführt.
Die Kapitalertragsteuer wird, wenn sie nicht als Abgeltungsteuer ausgestaltet ist, bei der Steuerveranlagung wie eine Steuervorauszahlung behandelt.

## Allgemeines
Erträge aus Kapitalvermögen unterliegen in fast allen europäischen Staaten der jeweiligen Einkommensteuer. Um den Steueranspruch zu sichern, wird die auf die Kapitalerträge entfallende Einkommensteuer oftmals direkt an der Quelle mittels einer Kapitalertragsteuer eingefordert. Der Zahlende behält sie für den Empfänger ein und überweist sie an die Finanzbehörde. Auch wenn Kapitalerträge nicht der Kapitalertragsteuer unterliegen, wie zum Beispiel Zinsen aus Privatdarlehen, bedeutet das nicht, dass sie steuerfrei bleiben. Der Empfänger muss die Kapitalerträge in seiner Steuererklärung angeben.

## Kapitalertragsteuer in Österreich
In Österreich beträgt die Kapitalertragsteuer (KESt) seit 1. Jänner 2016 25 % (v. a. Bankzinsen) bzw. 27,5 % (sonstige, z. B. Dividenden). Die österreichische Kapitalertragsteuer ist als Abgeltungsteuer konzipiert. Mit Abführung der KESt ist der Kapitalertrag abschließend besteuert (§ 97 Abs. 1 EStG) und wird bei Berechnung des steuerpflichtigen Einkommens nicht mehr miteinbezogen. Alternativ besteht die Möglichkeit der Veranlagung (§ 27a Abs. 5 EStG). In diesem Falle wird der Kapitalertrag zum Gesamtbetrag der Einkünfte dazugerechnet und mit zum allgemeinen Steuertarif (§ 33 EStG) versteuert. Die Regelbesteuerungsoption kann nur für alle Einkünfte, die gemäß § 27a Abs. 1 EStG einem besonderen Steuersatz von 25 % bzw. 27,5 % unterliegen, gemeinsam ausgeübt werden. Im Veranlagungszeitraum 2010 können Kapitalerträge aus Beteiligungen (Beteiligungserträge) im Falle der Veranlagungsoption noch mit dem halben Durchschnittsteuersatz versteuert werden (§ 37 Abs. 1 iVm. § 37 Abs. 4 EStG a.F.). Im Rahmen des Budgetbegleitgesetzes 2011 wurde der Absatz 4 des § 37 EStG jedoch gestrichen.
Die Bestimmungen der Endbesteuerung stehen im Verfassungsrang (Endbesteuerungsgesetz).
Aufgrund des Doppelbesteuerungsabkommens mit Deutschland können sich Deutsche 15 Prozentpunkte der Steuer auf Dividenden österreichischer Unternehmen erstatten lassen.

## Kapitalertragsteuer in der Schweiz
Die Schweiz kennt keine Kapitalertragssteuer, dafür aber eine gleichbedeutende Verrechnungssteuer in Höhe von 35 % der Kapitalgewinne für professionelle Investoren, die gewerbsmässig Börsenhandel betreiben. Allerdings sind Kapitalgewinne in der Schweiz für Privatanleger unter bestimmten Bedingungen steuerfrei – sowohl für Bundessteuern als auch für kantonale Steuern und für Gemeindesteuern.
Die Steuerbehörden verwenden fünf verschiedene Kriterien zur Klassifizierung von Privatanlegern (private Investoren) und professionellen Anlegern (professionelle Investoren):
- Privatanleger sollten Wertpapiere mindestens sechs Monate lang halten, bevor sie sie verkaufen.
- Kapitalgewinne von Privatanlegern machen nicht mehr als 50 % ihres Nettoeinkommens aus.
- Das Gesamtvolumen der Transaktionen (Käufe und Verkäufe) eines Privatanlegers macht nicht mehr als das Fünffache des Wertes des Investitionsportfolios zu Beginn des Steuerzeitraums aus.
- Privatanleger investieren mit ihrem eigenen Geld, nicht mit Krediten.
- Privatanleger setzen keine Derivate (insbesondere Optionen) ein, es sei denn, es handelt sich um die Absicherung der Risiken ihrer Wertpapiere.

Wer als Privatanleger alle diese Kriterien mit Ja beantworten kann, für den entfällt die Kapitalertragsteuer in der Schweiz. Wohingegen ein Anleger als professioneller Investor betrachtet wird, sollte er einen der Punkte nicht erfüllen können. Jedoch sind auch hier Ausnahmen möglich, denn es obliegt dem Finanzamt zu entscheiden welche Klassifizierung man erhält. Im Grunde genommen benutzen Finanzämter diese Kriterien als Faustregeln. Zu beachten gilt, dass die ersten drei Regeln die wichtigsten sind. In der Praxis muss man oftmals zwei dieser Regeln verletzen, um als professioneller Anleger zu gelten.